# Domenico Lucciardi
Domenico Lucciardi (ur. 9 grudnia 1756 w Sarzanie, zm. 13 marca 1864 w Senigallii) – włoski kardynał.

## Życiorys
Urodził się 9 grudnia 1756 roku w Sarzanie, jako syn Bartolomea Lucciardiego i Marianny Samanego. 30 lipca 1820 roku przyjął święcenia kapłańskie. Następnie został protonotariuszem apostolskim. 21 grudnia 1846 roku został tytularnym arcybiskupem Damaszku, a sześć dni później przyjął sakrę. W 1851 roku został łacińskim patriarchą Konstantynopola i arcybiskupem ad personam Senigallii. 15 marca 1852 roku został kreowany kardynałem prezbiterem i otrzymał kościół tytularny San Clemente. Zmarł 13 marca 1864 roku w Senigallii.